# Georges Luneau
Pour les articles homonymes, voir Luneau (homonymie).
Georges Jean Joseph Luneau, né à Clisson le 25 octobre 1941, est un réalisateur français.

## Biographie
Autodidacte, il suit en auditeur libre des études de lettres modernes à la faculté de Strasbourg.
À son arrivée à Paris en 1964, il travaille dans le spectacle comme concepteur visuel avec André Almuro : plusieurs spectacles poétiques expérimentaux à la Sorbonne (Le poème électronique), la Faculté de droit et autres lieux, puis avec le metteur en scène Claude Naville (Théâtre en banlieue)
Georges Luneau commence à réaliser de nombreux films documentaires à partir de 1969, d’abord au Népal, puis en Inde, en France, en Italie, aux États-Unis et au Moyen-Orient.

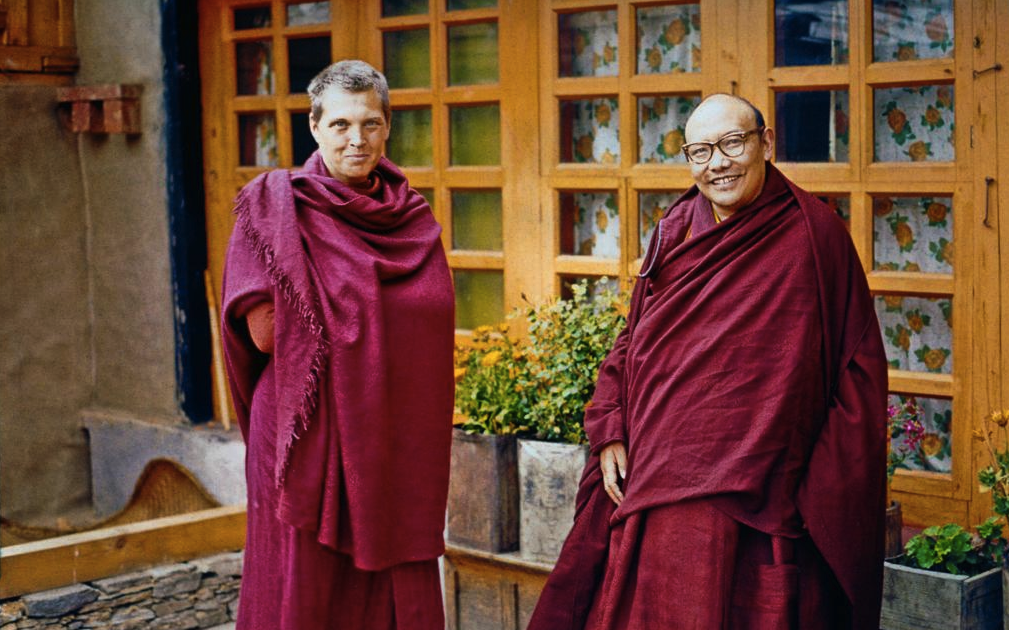
Zina Rachevsky et Trulshik Rinpoché en 1972 au monastère de Thoubten Chöling à Solukhumbu au Népal

Il est sélectionné et participe à plusieurs festivals nationaux et internationaux (Filmotsav de Calcutta, Cinéma du Réel, Festival dei popoli à Florence, festival Étonnants Voyageurs à Saint-Malo, Les Orientales à Saint-Florent-le-Vieil, Bruxelles, Amsterdam, Guadeloupe, etc.). [réf. souhaitée]
Il publie des reportages de textes et de photos sur l'Inde parus dans Partir, Art Presse, Atlas, etc.
Pendant ses voyages en Inde et au Tibet, il enregistre et réalise six disques pour la collection Ocora Radio France sur les musiques de l'Inde et du Tibet et un disque pour la collection CNRS Harmonia Mundi.
Il est aussi consultant Inde et directeur de production pour de nombreux films publicitaires et pour le film L'Eau et les hommes réalisé par Pierre Willemin : premier film français tourné en 70 mm Omnimax pour La Géode au Musée de la Villette.
En septembre 1980 il participe à la rétrospective Le Monde des Ethnographes et des Explorateurs à la Cinémathèque française.
En 1983 et 1984 il crée avec Bernard Lortat-Jacob le festival du Film des Musiques du Monde à la Maison des Cultures du Monde.
En 1985, il réalise un film de fiction avec Gérard Blain et Barbara Rudnik, La Presqu'île, adapté du récit de Julien Gracq.
En 1997, il crée avec l'écrivaine Thézame Barrême (Nathalie Doutreleau), le premier festival des Arts de la Rue à Paris : Le Printemps des rues  qu'il dirige pendant 10 ans.
En 1999, il dirige un stage d'écriture et de réalisation audiovisuelle pour des professionnels de la production à Haïti ; (Ministère des Affaires étrangères).
Georges Luneau est membre de la Commission Régionale du Cinéma des Pays de la Loire de 1987 à 2002, de l'Association des Amis du Cinéma du Réel depuis 1981 et membre honoraire de la Société des auteurs et compositeurs dramatiques (SACD), de la Société civile des auteurs multimédia (SCAM) et de la Société des gens de lettres (SGDL).

## Principales réalisations cinématographiques

### Fictions
- La Presqu'île (LM 90 min. 35 mm). Adapté du récit éponyme de Julien Gracq avec Gérard Blain et Barbara Rudnik[3],[4]. (1985)
- La Ballade de Pabuji (LM 75 min. 16 mm). Conte traditionnel autour de Pabuji (en), héros légendaire du Rajasthan (Inde). (1976)

### Documentaires
- Mani-Rimdu Il (26 min 16 mm). Production Neyrac Film. Tournage : un monastère népalais de l'Himalaya. (1971)
- Mithila, en collaboration avec Ludovic Segarra : (52 min 16 mm). Production INA Tournage. Inde[5]. (1974)
- Le Cinéma de Satyajit Ray : (26 min 16 mm). Production Antenne 2. (1978)
- Koe : musique traditionnelle du Japon [6]. (1978)
- La Musique Indienne vocale et instrumentale (26 min 16 mm). Production Antenne 2. (1978)
- Les Danses de Manipuri (26 min 16 mm). Production Antenne 2. Tourange Inde. (1978)
- Le Cinéma de Franco Giraldi (26 min 16 mm). Production Antenne 2. (1978)
- Bénarès : les pèlerins du Raga (45 min 16 mm). Production Antenne 2. Tournage Inde [7] ; avec Patrick Moutal. (1979)
- Le chant des Fous : 2 versions : 16 mm (90 min) et (3 × 45 min). Production Antenne 2. Tournage Bengale[8],[9],[5]. (1979)
- Le Temple de Konarak (26 min 16 mm). Production Antenne 2. Tournage Inde. (1979)
- Seva Sangh Samiti, un espoir pour les enfants de Calcutta (26 min 16 mm). Production Antenne 2. Tournage Calcutta. (1979)
- Vivre autrement : (45 min 16 mm). Production Antenne 2. (1980)
- Série Moyen-Orient : (5 x 26 min 16 mm). CNRS. Tournage Syrie (1981) :
  - Les bateaux de Simbad (Koweït),
  - Le rêve de Zénobie (Palmyre),
  - Les Muezzins d'Alep,
  - St Siméon le Stylite,
  - N.D. de Sardenaye (Syrie). Production Antenne 2.
- Série : Si on jouait au théâtre (4 × 13 min. 16 mm). Production Antenne 2. (1982) :
  - Le Décor
  - Les Coulisses
  - Le Clown
  - Le Metteur en scène.
- Pondichéry/Chandernagor Journal d'un voyage : (16 mm 52 min). Production FR3. (1983)
- Musica Sarda en collaboration avec Bernard Lortat-Jacob : (70 min Super 16 mm). Production Arte France, Tara Production/CNRS. Tournage Sardaigne[5]. (1989)
- Les Derniers pêcheurs de perles : (26 min 16 mm) Production Série Limitée, ARTE, Bahreïn. (1992)
- Little Haïti : (52 min Bêta SP). Production FR3. Tournage Miami. (1992)
- Jim Harrison Entre chien et loup en collaboration avec Brice Matthieussent : (52 min Super 16 mm). Production Gédéon. Tournage Michigan, États-Unis[5]. (1993)
- Entretien avec Jim Harrison : (26 min Bêta SP). (1993)
- Bordertowns, Barry Gifford sur La Frontière : (45 min BêtaSP). Nestor Production. Tournage États-Unis, frontière du Mexique[10]. (1998)

## Enregistrement
- 1974. Musique Sacrée tibétaine. OCORA OCR71, record/ disc. (enregistrement de Mani Rimdu à Thami)[11].